# Ballon d'or 1980
Navigation
Édition précédente Édition suivante
Le Ballon d'or 1980 récompensant le meilleur footballeur européen évoluant en Europe a été attribué à l'ouest-allemand Karl-Heinz Rummenigge, il devance Bernd Schuster et Michel Platini sur le podium.
C'est sa première victoire du prix décerné par le journal France Football depuis 1956, qui récompense le meilleur joueur de football sur année civile.

## Vote
Vingt-cinq journalistes ont pris part au vote (Allemagne de l'Ouest, Allemagne de l'Est, Angleterre, Autriche, Belgique, Bulgarie, Danemark, Espagne, France, Finlande, Hongrie, Irlande, Italie, Luxembourg, Norvège, Pays-Bas, Pologne, Portugal, Roumanie, Suède, Suisse, Tchécoslovaquie, Turquie, Union soviétique et Yougoslavie).

## Classement complet
| Rang | Nom                   | Club                      | Nationalité          | Points |
| ---- | --------------------- | ------------------------- | -------------------- | ------ |
| 1    | Karl-Heinz Rummenigge | Bayern Munich             | Allemagne            | 122    |
| 2    | Bernd Schuster        | FC Cologne / FC Barcelone | Allemagne            | 34     |
| 3    | Michel Platini        | Saint-Étienne             | France               | 33     |
| 4    | Wilfried Van Moer     | K Beringen / KSK Beveren  | Belgique             | 27     |
| 5    | Jan Ceulemans         | FC Bruges                 | Belgique             | 20     |
| 6    | Horst Hrubesch        | Hambourg SV               | Allemagne            | 18     |
| 7    | Herbert Prohaska      | Austria Vienne / Inter    | Autriche             | 16     |
| 8    | Hansi Müller          | Stuttgart                 | Allemagne de l'Ouest | 11     |
|      | Liam Brady            | Arsenal                   | Irlande              | 11     |
| 10   | Manfred Kaltz         | Hambourg SV               | Allemagne            | 10     |
| 11   | Erwin Vandenbergh     | Lierse SK                 | Belgique             | 9      |
|      | Luis Arconada         | Real Sociedad             | Espagne              | 9      |
|      | Dino Zoff             | Juventus                  | Italie               | 9      |
| 14   | Kenny Dalglish        | Liverpool                 | Écosse               | 5      |
| 15   | Terry McDermott       | Liverpool                 | Angleterre           | 4      |
|      | Viv Anderson          | Nottingham Forest         | Angleterre           | 4      |
|      | Ruud Krol             | Ajax Amsterdam            | Pays-Bas             | 4      |
|      | Francesco Graziani    | Torino                    | Italie               | 4      |
| 19   | Ladislav Vízek        | Dukla Prague              | Tchécoslovaquie      | 3      |
|      | Bruno Pezzey          | Eintracht Francfort       | Autriche             | 3      |
|      | Manuel Bento          | Benfica                   | Portugal             | 3      |
| 22   | Frank Arnesen         | Ajax Amsterdam            | Danemark             | 2      |
|      | Antonín Panenka       | Bohemians                 | Tchécoslovaquie      | 2      |
|      | David O'Leary         | Arsenal                   | Irlande              | 2      |
|      | Vladimir Petrović     | Étoile rouge de Belgrade  | Yougoslavie          | 2      |
|      | Zbigniew Boniek       | Widzew Łódź               | Pologne              | 2      |
| 27   | Giancarlo Antognoni   | ACF Fiorentina            | Italie               | 1      |
|      | Alessandro Altobelli  | Inter                     | Italie               | 1      |
|      | Marcel Răducanu       | Steaua Bucarest           | Roumanie             | 1      |
|      | Trevor Francis        | Nottingham Forest         | Angleterre           | 1      |
|      | Zdeněk Nehoda         | Dukla Prague              | Tchécoslovaquie      | 1      |
|      | Peter Shilton         | Nottingham Forest         | Angleterre           | 1      |